# Wilhelm Josephson
Wilhelm Joel Josephson, född 26 juli 1827 i Stockholms mosaiska församling, död där 1 juli 1917, var en svensk manufakturist, och grundade med Wilhelm Bendix 1857 firman Bendix, Josephson & Co i Stockholm. 
Wilhelm Josephson var bror till Jacob Axel Josephson, Edvard Josephson, Wilhelmina Josephson och Ludvig Josephson samt far till Lisen Bonnier.